# Anta Germaine Gaye
Anta Germaine Gaye es una artista plástica senegalesa nacida en 1953.

## Biografía
Su difunto padre era el político Amadou Karim Gaye, que presidió la Organización para la Cooperación Islámica.
Estudió en la Escuela Normal Superior Artística de Dakar.
Su práctica artística engloba pintura y escultura en vidrio, metal y cerámica. Actualmente es profesora en un colegio de Dakar.